# 乔治·安格莱西奥
乔治·安格莱西奥（義大利語：Giorgio Anglesio，1922年4月13日—2007年7月24日），意大利男子击剑运动员。他曾获得1956年夏季奥运会男子重剑团体金牌。他也曾获得1955年世界击剑锦标赛男子个人重剑冠军。